# Herpetogramma phaeopteralis
Herpetogramma phaeopteralis es una especie de polilla del género Herpetogramma, categorizada en la tribu Herpetogrammatini, de la subfamilia Spilomelinae. Fue descrita por Achille Guenée en 1854.
Habita en la vegetación, sobre el césped y en campos de golf. Los ejemplares de esta especie tienen hábitos nocturnos y son atraídos por la luz. La dieta de las larvas se compone de hojas de pasto.

## Descripción
Cuenta con una envergadura de 18 mm. Las larvas miden 25 mm.

## Distribución
Se distribuye por África: República Democrática del Congo, Gambia, Kenia, Reunión, Madagascar, Mauricio, Seychelles, Sierra Leona, Sudáfrica, Sudán y Zambia. También en el continente americano.